# Dicliptera viridis
Dicliptera viridis là một loài thực vật có hoa trong họ Ô rô. Loài này được Hassk. mô tả khoa học đầu tiên năm 1864.